# Don’t Trust Me
"Don’t Trust Me" ("Nie ufaj mi") to debiutancki singel zespołu 3OH!3 z albumu Want. Piosenka zyskała podwójną platynę w USA i potrójną w Kanadzie, a także doczekała się wielu parodii w internecie.

## Teledysk
Klip wydano wraz z singlem. Akcja teledysku ma miejsce w kampusie Uniwersytetu San Diego. Teledysk nominowany był w 2009 roku do MTV Video Music Awards w kategorii Najlepszy Nowy Artysta.

## Lista utworów
USA CD single
1. "Don’t Trust Me"
2. "Still Around (Remix)"

## Sprzedaż i certyfikaty
| Kraj              | Certyfikat | Sprzedaż   |
| ----------------- | ---------- | ---------- |
| Australia         | Platyna    | 70.000+    |
| Kanada            | 3x Platyna | 120.000+   |
| Stany Zjednoczone | 2x Platyna | 2.000.000+ |
| Nowa Zelandia     | Złoto      | 7.500+     |
| Świat             | Platyna    | 2.300.000+ |

## Notowania
| Notowanie (2008-2009)     | Najwyższa pozycja |
| ------------------------- | ----------------- |
| Australia                 | 3                 |
| Stany Zjednoczone Airplay | 3                 |
| Finlandia                 | 5                 |
| Kanada                    | 6                 |
| Stany Zjednoczone         | 7                 |
| Nowa Zelandia             | 8                 |
| Irlandia                  | 17                |
| Wielka Brytania           | 21                |
| Niemcy                    | 95                |
| Europa                    | 53                |
| Świat                     | 16                |